# 105/28
Il cannone da 105/28 fu un pezzo di artiglieria utilizzato dal Regio Esercito nel corso della prima e della seconda guerra mondiale come artiglieria pesante campale (dal 1935 al 1946 questa specialità fu denominata artiglieria di corpo d'armata). Operò, oltre che in Italia, sul fronte Nord Africano, sul fronte Greco e sul fronte Russo. Dopo la seconda guerra mondiale continuò ad equipaggiare alcune batterie dell'artiglieria pesante campale dell'Esercito Italiano.

## Origine
Inizialmente l'artiglieria pesante campale doveva essere fornita unicamente di obici, per questo fu selezionato nel 1914 il 149/12 Mod. 14 Ansaldo. Tuttavia lo Stato Maggiore si rese conto che, accanto agli obici, era opportuno fornire alla nuova specialità anche cannoni, per avere pezzi con una gittata maggiore di quella dei corrispondenti obici avversari. La stessa esigenza era stata sentita in Francia, dove erano stati sviluppati i canons lourds de campagne (cannoni pesanti da campagna), ed in particolare lo Schneider 105 mm Mle. 1913, ricavato dal russo Putilov da 107 mm. Considerando che l'Italia era alleata della Germania il cannone fu ordinato segretamente all'Ansaldo (collegata alla Schneider) nel luglio 1914, richiedendo solo modifiche minori, di cui la più rilevante riguardava il puntamento in direzione del pezzo.

## La tecnica
Il cannone 105/28 rappresentava la tecnica più diffusa dell'epoca, utilizzando un affusto con ruote a raggi di legno di grande diametro cerchiate in ferro ed una bocca da fuoco da 28 calibri scudata (4,5 mm di spessore della scudatura).
La caratteristica originale dell'affusto era data dalla sua capacità di muovere sulla sala (asse delle ruote) per un settore di 14° circa. Il puntamento del pezzo Schneider da 105 mm era ottenuto per scorrimento sulla sala che era rettilinea, in questo modo la rotazione coinvolgeva tutto l'affusto, quindi le ruote dovevano muovere sul terreno, e, in caso di fango, questo comportava sforzi notevoli. Nel 105/28 la sala era curva e a cremagliera, quindi il puntamento poteva essere effettuato senza movimento delle ruote.
La bocca da fuoco aveva la canna lunga 2987 mm in acciaio ed era fornita di un otturatore a vite a 4 settori. Il corpo della bocca da fuoco era rafforzato posteriormente tramite un manicotto, fissato al corpo. Questo manicotto si estendeva dalla culatta fino a metà lunghezza della canna, con un rinforzo posteriore, che serviva a tenere gli orecchioni in posizione baricentrica, evitando quindi la necessità di ricorrere ad equilibratori. In ordine di marcia la bocca da fuoco era portata in posizione arretrata sulla culla, mentre in batteria la bocca da fuoco era in posizione avanzata.
Il puntamento per il brandeggio era dato, come detto, dal movimento della bocca da fuoco e della relativa culla sulla sala delle ruote, mentre il puntamento per l'alzo era dato tramite settore dentato. Il congegno di mira era su un alzo a tamburo, con cannocchiale panoramico modello Cortese-Falcone.
Il movimento era previsto a traino animale utilizzando tre pariglie di cavalli ed appoggiando la coda dell'affusto su un avantreno privo di cassone, con ruote di diametro leggermente minore di quelle del pezzo.
Completavano le dotazioni del singolo pezzo le cuffie di protezione e la copertura del cannone, un graduatore per le spolette e cassette di munizioni. Il pezzo completo di dotazioni aveva un costo di 121000 lire dell'epoca. Secondo alcune fonti furono prodotti nel periodo dal 1915 al 1919 2050 pezzi in tutto, mentre per altre in complesso ne furono costruiti 1730 e 1131 furono ottenuti modificando i Putilov da 107 mm prodotti per la Russia.

## Impiego nella prima guerra mondiale
La produzione del cannone 105/28 iniziò nel settembre 1914, ma esso entrò in linea solo nel settembre 1916; alla fine dell'anno erano schierati sul fronte 14 gruppi armati con questo cannone. Fu affiancato agli obici 149-A nei gruppi dell'artiglieria pesante campale, assegnata a livello di corpo d'armata. I compiti di questa branca dell'arma erano la neutralizzazione dell'artiglieria campale (divisionale) nemica (controbatteria), l'operazione contro masse e colonne di truppe nemiche, l'azione contro truppe al riparo e contro manufatti. I primi due compiti erano assegnati in linea di massima ai cannoni, mentre per gli ultimi due erano preferiti gli obici. In caso di preparazioni di artiglieria (in cui si agiva prima sulle artiglierie nemiche e successivamente sulla fanteria), l'azione della pesante campale era immediatamente successiva a quella dell'artiglieria pesante.
Il 14º gruppo, armato con questi cannoni, fu inviato in Francia per operare nel 9º raggruppamento artiglieria pesante campale, inquadrato nella II Armata. Nel settembre 1918 erano in linea 426 complessi.
Il munizionamento disponibile nel corso della prima guerra mondiale era su granata esplosiva Ansaldo (tre cariche), sulle granate monoblocco francesi, su granata antipersonale (shrapnel) Pancani (due cariche), su tre tipi di granata caricata a liquidi speciali (aggressivi chimici) ed infine un tipo a salve da esercitazione. La gittata con questi tipi di granata non superò gli 8000 m per tutto il periodo della guerra.
Gli unici problemi trovati nell'impiego del pezzo furono un logoramento precoce dell'anima della canna e la ridotta potenza del munizionamento disponibile, contenente solo 1,3 kg di schneiderite o nitramite, che spesso rendeva difficoltosa l'osservazione del punto di impatto dei colpi. Rispetto ai corrispondenti cannoni austriaci (10,4 cm) il 105/28 aveva una gittata nettamente inferiore (circa 2 km), ma anche un peso nettamente inferiore e conseguentemente era più manovrabile. Questi difetti erano comunque nettamente compensati dalla sicurezza del pezzo, che per tutto il conflitto fece registrare solo 6 scoppi accidentali della bocca da fuoco.

## Il periodo fra le due guerre
Già negli ultimi anni della prima guerra mondiale, e maggiormente negli anni successivi, lo Stato Maggiore sentì la necessità di poter utilizzare il traino meccanico per questo pezzo. La soluzione, adottata negli anni successivi alla guerra, fu la produzione di un carrello con sospensioni, che veniva utilizzato come rimorchio su cui viaggiava il pezzo su strada e come avantreno per il pezzo su terreno vario. Il trattore inizialmente fu l'autocarro pesante Fiat 18 BLR, sostituito successivamente dal Pavesi P4. Oltre al pezzo il traino meccanico fu utilizzato anche per le munizioni, con un apposito rimorchio (carro rimorchio mod 34 tipo Arato) che trasportava da 100 a 120 colpi completi (a seconda della carica) per il pezzo.
Tuttavia il trattore Pavesi era in grado di trainare il pezzo ad una velocità massima di 18 km/h, mentre all'estero già si prevedevano per pezzi analoghi velocità di traino di 40 km/h, quindi nel 1937 furono effettuati studi per trovare una soluzione che permettesse il traino del pezzo alla stessa velocità dei traini esteri. La soluzione prescelta fu di modificare le ruote del pezzo, utilizzando ruote in elektron, lega aeronautica di magnesio e alluminio, con semipneumatici. Il pezzo, per il traino meccanico, oltre alla sostituzione delle ruote richiese anche altre modifiche minori (per esempio al sistema frenante che doveva essere comandato dal trattore) che portavano il peso in batteria a 3000 kg. Nel corso della seconda guerra mondiale, considerando la carenza di materiali, le ruote vennero costruite in lamierino di acciaio.
Nel corso degli anni trenta all'estero furono sviluppati pezzi per l'artiglieria divisionale con caratteristiche, ed in particolare la gittata, superiori a quelle del 105/28. Il 105 Mod 36 francese, a traino meccanico, pur avendo un peso superiore a quello italiano, aveva una gittata nettamente maggiore (16400 m). In Germania era stato adottato il 10,5 cm Mod 18 con un peso minore del 105/28, ma comunque con una gittata superiore a 12000 m. In Gran Bretagna entrava in servizio il 25 libbre Mk I, con calibro minore (88 mm) ma con peso minore e gittata superiore. Negli Stati Uniti l'obice M2 aveva caratteristiche analoghe con una gittata solo leggermente maggiore. Considerando che le artiglierie divisionali erano il bersaglio predestinato ai tiri di controbatteria dell'artiglieria pesante campale, era evidente la necessità di aumentare la gittata del 105/28, pertanto fu modificato il munizionamento portando la gittata a 12780 m con le granate Mod 32 e Mod 32G, tuttavia, considerando il logorio della canna, dopo i primi mesi della seconda guerra mondiale fu proibito l'utilizzo di questi pezzi a carica massima per azioni prolungate, come erano necessariamente quelle di controbatteria. Stesso problema fu riscontrato con le granate mod.36, con le quali si raggiungeva una gittata di 13.640 m, fatto che si realizzava grazie all'incremento della potenza della carica di lancio che causava però un eccessivo logorio della bocca da fuoco.
Nel 1934 il 105/28 fu inserito (un gruppo su due batterie, incrementabili a tre in caso di mobilitazione), nei reggimenti celeri di artiglieria, prevedendo il traino meccanico. Tuttavia nel 1937 fu tolto dai reggimenti celeri, in quanto considerato troppo pesante e non venne più considerato utile per l'artiglieria divisionale fino al 1941.
Il 105/28 venne esportato in Polonia ed in Jugoslavia.

## Impieghi fra le due guerre mondiali
Nel corso del conflitto etiopico furono utilizzate dal Regio Esercito prevalentemente artiglierie campali, considerando soprattutto la mancanza di artiglierie pesanti nell'esercito etiopico, quindi in tutto venne schierato un gruppo su due batterie in Africa Orientale. Successivamente alla campagna etiopica furono inviate in AOI altre batterie, arrivando ad un totale di 59 pezzi all'atto dell'entrata in guerra dell'Italia (giugno 1940).
Nella guerra di Spagna i cannoni 105/28 utilizzati furono invece ben 403.

## La seconda guerra mondiale
- granata monoblocco da 105 (15,5 kg, V0 565 m/s, gittata 11425 m) a consumazione
- granata di ghisa acciaiosa da 105 (15,4 kg, V0 445 m/s, gitatta 10980 m) a consumazione
- granata da 105 mod 32 (16,3 kg, V0 576 m/s, gittata 12780 m)
- granata da 105 mod 32G (16,15 kg, V0 576, gittata 12780 m)
- granata a doppio effetto da 105 mod 32 (15,125 kg, V0 570 m/s, gittata 13640 m) a consumazione
- granata a doppio effetto da 105 mod 36 (16,2 kg, V0 570 m/s, gittata 13640 m)
- granata a doppio effetto da 105 mod 36 G (15,9 kg, V0 579 m/s)
- granata perforante da 105 (15,65 kg, V0 579, gittata 2500 m)
- granata perforante 105/28-32 (16,65 kg) in fase sperimentale
- granata semiperforante da 105 (16,65 kg) in fase sperimentale
- granata da 105 controcarri mod 43 EP (14 kg, V0 602 m/s, gittata 12360 m) a carica cava
- granata da 105 controcarri mod 43 (14 kg, V0 510 m/s, gittata 9400 m)
- granata da 105 fumogena-incendiaria
- granata da 105 fumogena
- granata da 105 inerte (per esercitazione)

Al 10 giugno 1940 (data dell'entrata dell'Italia nella seconda guerra mondiale) erano in servizio ancora 956 pezzi da 105/28, in maggioranza in servizio con i reggimenti di artiglieria pesante campale assegnati ai corpi d'armata. Alcuni gruppi furono inquadrati nell'artiglieria divisionale delle divisioni di fanteria Ravenna (11º Reggimento artiglieria), Sforzesca (17º Reggimento artiglieria) e Cosseria (37º Reggimento artiglieria) operanti in Russia, delle divisioni corazzate Ariete (132º reggimento artiglieria), Centauro (131º reggimento artiglieria) e Littorio (133º reggimento artiglieria) e della divisione celere 2ª Divisione Celere "Emanuele Filiberto Testa di Ferro" (134º Reggimento Artiglieria).
In Africa Settentrionale il 105 era organizzato su gruppi formati da comando, 3 batterie su 4 pezzi ciascuna e reparto di supporto logistico (munizioni e viveri), la componente di supporto per il movimento era piuttosto sostanziosa (sulla carta), dato che ogni gruppo comprendeva 4 autocarri leggeri, 11 autocarri pesanti e 15 trattori. Sul fronte russo la composizione era leggermente diversa, comprendendo 18 trattori, di cui però 6 erano destinati al traino dei carri rimorchio per il trasporto delle munizioni.
In Africa Orientale Italiana erano dislocati 91 pezzi, tutti persi con la caduta delle colonie. Nella campagna di Grecia furono impiegati 84 pezzi, mentre sul fronte orientale operarono 5 gruppi, con l'organico indicato sopra.
In Cirenaica erano presenti 8 gruppi e 4 batterie autonome, quindi un totale di poco più di cento pezzi. Tutti questi pezzi andarono persi nel corso della controffesiva britannica del dicembre 1940 - gennaio 1941. Nei mesi successivi non è noto il numero, certamente non elevato, di pezzi che furono trasportati con successo dall'Italia, quindi per tutta la durata della campagna gli artiglieri italiani si trovarono in difficoltà per contrastare il tiro dei 25 pounder britannici, che ad El Alamein erano nel più che rispettabile numero di 408. In Tunisia il numero di 105/28 presenti era ridotto a 33, nessuno dei quali risulta sia stato riportato in Italia.
Nell'aprile 1942 erano ancora disponibili 839 pezzi, di cui 108 adattati al traino meccanico, mentre nel settembre dello stesso anno ne erano disponibili 588 più 95 adatti al traino meccanico.
Negli ultimi mesi di guerra fu messo a punto un munizionamento per il 105/28 perforante e a carica cava, che permetteva di impegnare tutti i carri allora esistenti, la granata perforante (mod 43) perforava 80 mm di corazza a 60° ad una distanza di 100 m, la granata a carica cava (mod 43 EP) perforava circa 100 mm di corazza a 60°, quindi alcune batterie furono addestrate all'impiego controcarri, anche se il peso del pezzo e l'affusto a coda unica (che non permetteva un brandeggio elevato) non ne permetteva un impiego ottimale in tale funzione.
Nel giugno 1943 restavano operativi ancora 27 gruppi (quindi circa 300 pezzi). Successivamente all'armistizio dell'8 settembre 1943 104 pezzi furono impiegati nella Wehrmacht con la denominazione 10,5 cm Kan 338 (i), mentre i pezzi requisiti in Jugoslavia furono indicati con la denominazione 10,5 cm Kan 338 (j). Fu utilizzato anche ad Anzio nel battaglione Barbarigo della RSI. Non si hanno indicazioni precise sui pezzi disponibili nelle zone già occupate dagli Alleati, a parte 32 presenti in Sardegna, ma è certo che il pezzo venne impiegato nel CIL e precisamente nel I gruppo motorizzato fino allo scioglimento (agosto 1944).

## Il dopoguerra

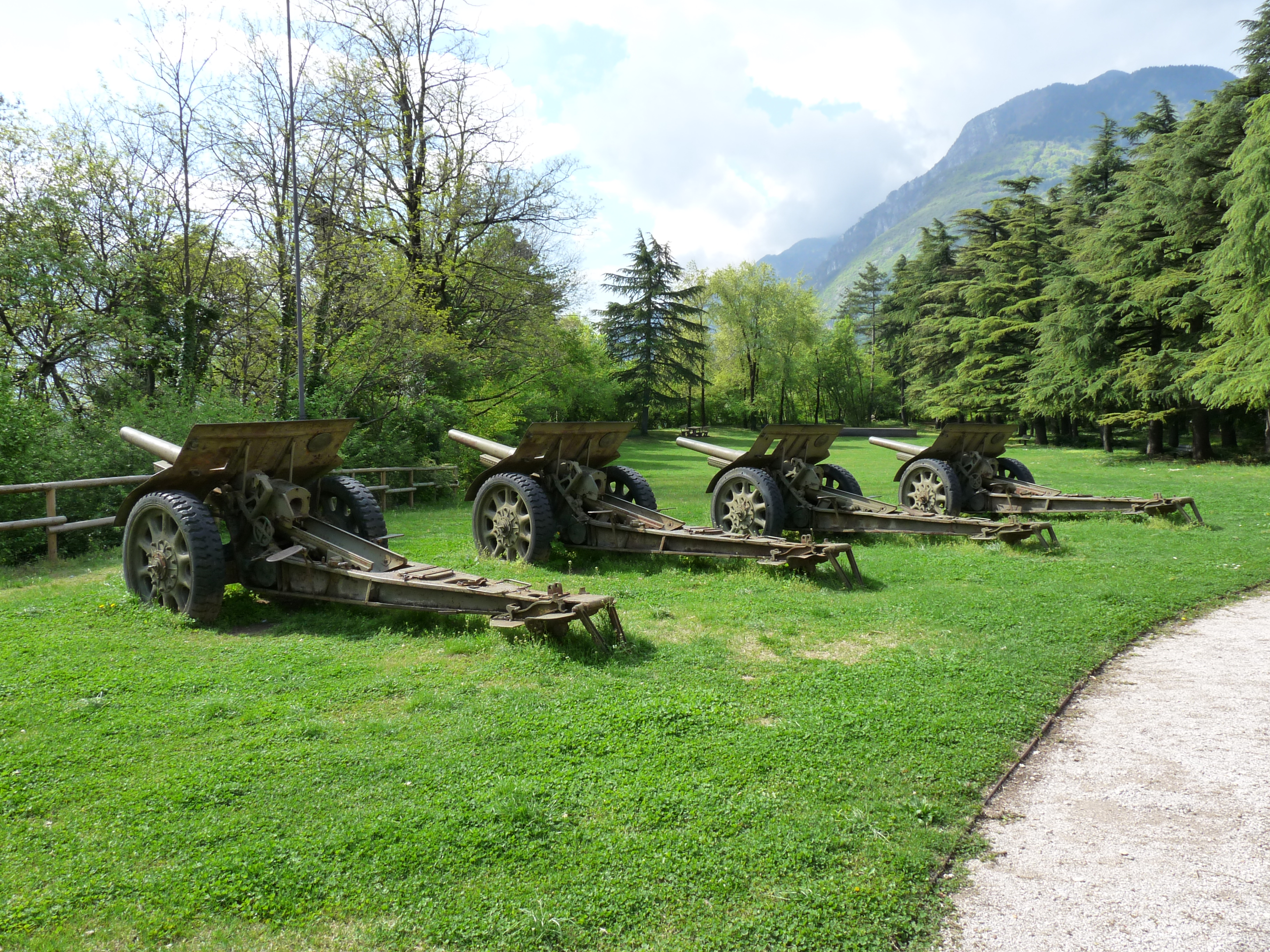
I quattro cannoni della "Batteria Battisti" a fianco del mausoleo di Cesare Battisti sul Doss Trento

Dopo la seconda guerra mondiale il pezzo fu mantenuto fra i "Materiali e munizioni da tenere a numero e in efficienza (Cat. A)". Il pezzo fu radiato successivamente al 1951, anche se la data precisa non è nota.
Gli esemplari ancora esistenti sono in numero limitato, quattro nella "Batteria Battisti" sulla sommità del Doss Trento, uno al Sacrario d'Oltremare (Bari), due in esposizione nel cortile del Castello di Barletta. Altri esemplari sono conservati all'esterno del museo sulla cima del Monte San Michele e nel Parco della Rimembranza sul Colle di Sant'Elia (Redipuglia). Un pezzo restaurato è conservato presso la caserma U.Mara in Solbiate Olona. Uno è esposto nel monumento ai caduti adiacente al cimitero di Sanfrè (CN). Due pezzi, restaurati nel 2002, sono esposti nel museo militare di una nazione araba non specificata.
Uno, in ottime condizioni, è visibile presso il monumento ai Garibaldini caduti il 29 luglio 1849 a Sant'Angelo in Vado (PU) mentre coprivano Garibaldi in fuga verso Venezia dopo l'esperienza della Repubblica Romana. Un altro esemplare in buone condizioni è custodito ed esposto presso il Museo dello Sbarco in Sicilia a Catania.